# هندسة حسابية

منحنى hyperelliptic المحدد بواسطة لديه فقط عدد محدود من النقاط العقلانية (مثل النقاط و) بواسطة نظرية فالتينجز.

في الرياضيات، تعد الهندسة الحسابية هي تطبيق تقنيات من الهندسة الجبرية إلى المشاكل في نظرية الاعداد الصحيحة. تتمحور الهندسة الحسابية حول هندسة الديوفانتين، دراسة النقاط المنطقية للاصناف الجبرية.
يمكن تعريف الهندسة الحسابية على أنها دراسة مخططات من النوع المحدود عبر حلقة الأعداد الصحيحة.

## نظرة عامة
الأشياء الكلاسيكية ذات الأهمية في الهندسة الحسابية هي نقاط عقلانية من حلول نظام متعدد الحدود من المعادلات على حقول الأرقام أو الحقول المحدودة أو الحقول الوظيفية. أي الحقول غير المغلقة جبريا باستثناء الأعداد أو الأرقام الصحيحة. يمكن أن تكون النقاط المنطقية مباشرة تتميز بوظائف الارتفاع تقيس التعقيد الجمالي لهيكل الأصناف الجبرية المحددة.
هيكل الأصناف الجبرية المحددة على غير الحقول المغلقة جبريا منطقة مركزية لاهتمام الذي نشأ مع التطور التجريدي الحديث لهندسة الجبرية. عبر مدى مجالات محدودة، علم التعايش الجماعي يوفر الثوابت الطوبولوجية المرتبطة بالجبر. نظرية هودج تعطي أدوات لفحص متى الخصائص المشتركة للأصناف على مدى المجمع التي تلك الموجودة فوق الحقول.

## التاريخ

### القرن التاسع عشر: الهندسة الحسابية المبكرة
في أوئل القرن التاسع عشر، لاحظ كارل فريدريش جاوس ذلك حلول الأعداد الصحيحة غير الصفرية لكثير حدود متجانسة في أوئل القرن توجد معاملات ذات المعاملات العقلانية غير الصفرية.
في خمسينات القرن التاسع عشر، صاغ ليوبولد نظرية، أي نظرية ويبر، قدمت نظرية القواسم وصنع نظرية الأعداد العديدة من الروابط الأخرى بين نظرية الأعداد والجبر. ثم تخمن له تعميم (أعز حلم الشباب) تم وضعه لاحقا إلى الامام من قبل هيلبرت في شكل معدل باعتباره مشكلته الثانية عشر وهو التعميم حاصل من الحل التي تحدد هدفا لجعل نظرية الأعداد الصحيحة.

### من أوائل القرن العشرين إلى منتصفه: التطورات الجبرية وتخمينات ويل
في أواخر العشرينات من القرن الماضي، أظهر أندريه ويل بعمق الجرية ونظرية الروابط بين الهندسة الجبرية ونظرية الأعداد مع عمله الدكتوراه الذي أدى إلى نظرية أن مجموعة النقاط المنطقية لأبليان متنوعة هي مجموعة أبليان ولدت بشكل نهائي.
تطورت الأسس الحديثة للهندسة الجبرية على أساس الجبر التبادلي المعاصر، بما في ذلك نظرية التقييم ونظرية المثل العليا لأوسكار زاريسكي وآخرون في الثلاثينات والأربيعنيات.
في عام 1949، طرح أندريه ويل تخمينات ويل التاريخية حول وظائف زيتا المحلية لأصناف الجبرية علة المنتهية الجبرية ونظرية تستخدم نظرية الحقول. قدمت هذه التخمينات إطار بين الهندسة الجبرية ونظرية الأعداد التي دفعت في الخمسينات الكسندر جروتينديك لإعادة صياغة الأسس زيتا المحلية من تخمينات ويل إثبات من نظرية الحزم (مع جان بيير سير) و نظرية المخطط لاحقا، في الخمسينات والستينات. برنارد دورك أثبت أحد عقلانية المحلي. تخمينات في عام 1960. طور نظرية لأثبات اثنين من تخمينات بقلم مايكل أرتين وجان لويس فيريدير في 1965. اخ تخمينات ويل (تناضرية لفرضية ريمان) أخيرا في عام 1974 بواسطة بيير ديلين.

### من منتصف القرن العشرين إلى أواخره: التطورات في نمطية وأساليب بي-إسيد وما بعدها
بين عامي 1965 و1957، يوتاكا تانياما وغورو شيمورا (المعروف الآن باسم مبرهنة تمطية) التي تربط المنحنيات الناقصة إلى أشكال معيارية. يؤدي هذا الارتباط في النهاية إلى الدليل الأول فيرما الأخير طورها أندرو من نظرية فيرما الأخيرة في نظرية الأعداد من خلال الجبر تقنيات هندسة الرفع المعيارية التي طورها أندرو وايليز.
في الستينات، قدم تعميمات المنحنيات المعيارية منذ 1979، لعبت أصناف شيمورا دورا مهما في لانجلاندز برنامج كمجال طبيعي من الأمثلة للاختيار التخمين.
في ورقات في عامي 1977 و1978، أثبت باري مازور الإلتواء لتخمين يعطي قائمة كاملة بالإلتواء المحتمل في ورقات في مجموعات فرعية من المنحنيات الناقصة على الاعداد النسبية. مازور اعتمد الدليل الأول لهذه النظرية على تحليل كامل من النقاط المنطقية على منحنيات معيارية معينة. في عام 1996، أور جيم بواسطة معيارية معينة الأرقام تم تمديد إثبات تخمين الالتواء إلى جميع حقول لويك ميريل.
في عام 1983، أثبت جيرد فالتينجز تخمين مورديل، مما يدل على أن منحنى الجنس الأكبر له فقط عدد محدود حيث توجد نظرية من النقاط المنطقية يوضح فقط الجيل المحدود لمجموعة النقاط المنطقية مقابل التحديد.
في عام 2001، تم إثبات تخمين معينة من شيمور المحلي لي كان يعتمد على هندسة أصناف معينة من شيمورا.
في عام 2010، طور مساحات ونظريات الكوهومولوجيا الجديدة في الهندسة الحسابية فوق الحقول من التطبيق على تمثيلات وبعض حدسية الوزن أحان حالات تخمين أحادي الوزن.